# ديناميكا تطورية
تُعرف الديناميكا التطورية بأنها دراسة المبادئ الرياضية التي تطورت وتتطور بموجبها المتعضيات البيولوجية والأفكار الثقافية.
ويتحقق ذلك في الغالب من خلال المنهج الرياضي للوراثيات السكانية، إلى جانب نظرية الألعاب التطورية، وتأخذ معظم الوراثيات السكانية التغيرات في تواتر الأليلات في عدد صغير من مواقع الجينات على الصبغيات بعين الاعتبار.
عند أخذ التأثيرات متناهية الصغر في عدد كبير من المواقع الجينية على الصبغيات بعين الاعتبار، يتم اشتقاق الوراثيات الكمّية، وتتعامل نماذج الوراثيات السكانية التقليدية مع الأليلات والأنماط الوراثية، وعادةً ما تكون تصادفية.
وفي نظرية الألعاب التطورية، التي كان جون ماينارد سميث أول من طوّرها، قد تأخذ مفاهيم علم الأحياء التطوري نمطاً رياضياً حتمياً، يؤثر فيه الانتقاء بشكل مباشر على الأنماط الظاهرية الموروثة، ويمكن تطبيق هذه النماذج نفسها على دراسة تفضيلات وإيديولوجيات تطوّر الإنسان، وطُوّرت أشكال متنوعة عديدة لهذه النماذج، تتضمن الانتقاء الضعيف، والبنية السكانية المشتركة، والتسلسل العشوائي، الخ.
كما تتعلق هذه النماذج بتوليد النسج في الثديات والمحافظة عليها، لما يمتلكه استيعاب حركيات خلايا النسج، وهندستها وتطورها عن الخلايا الجذعية البالغة من مقتضيات مهمة في التشيّخ والسرطان.
تشترك الأنظمة البيئية بحدوث التغيرات التطورية فيها على امتداد مقياس زمني قابل للملاحظة، وبكون الديناميكا التطورية للعوامل الممرضة مسؤولة عن النتائج السريرية للأمراض، علماً أن العديد من عمليات تطور هذه العوامل تطرأ بشكل متكرر، كما هو مشاهد في إصابة الفيروس ذاته للكائن الحي المضيف ذاته، ويمكن الاستفادة من البيانات المجموعة من عمليات تطورية قابلة للتكرار كهذه في دراسة القيود البنيوية على المسارات التطورية المتوفرة والتأقلم الجيني للديناميكا الخاصة بها.
تقبع في صميم كل عملية تطورية جمهرة من أفراد متكاثرين، وتؤثر بنية هذه الجمهرة على الديناميكا التطورية، علماً أنها قد تتألف من جزيئات، أو خلايا، أو فيروسات، أو كائنات عديدة الخلايا، أو بشر.
وحالما تكون كفاءة هؤلاء الأفراد معتمدة على التوفر النسبي للأنماط الظاهرية في الجمهرة، تدخل نظرية الألعاب التطورية، والتي تُعتبر مقاربة عامة تستطيع وصف تنافس الأنواع في نظام بيئي ما، والتفاعل بين المضيف والطفيلي، والفيروسات والخلايا، بالإضافة إلى انتشار الأفكار والسلوكيات في الجمهرة البشرية.
كما تتضمن ديناميكا الألعاب التطورية تنافس الأنواع في نظام بيئي ما، وتطور الأساليب الاستقلابية واللغة البشرية، علماً أن هذه الديناميكا لا تكون حتمية في الجمهرات محدودة الحجم، بل عشوائية، فإذا امتلكت طفرتان الكفاءة ذاتها تماماً، ستسيطر إحداها في النهاية وتنقرض الأحرى، فتتمتع الطفرة المتفوقة باحتمال معين للفوز، لكنه غير مؤكد، فقد تنتشر أحياناً طفرات مؤذية، سامحةً للعملية التطورية بعبور وديان الكفاءة.